# Jorn Vancamp
Jorn Vancamp (Anversa, 28 ottobre 1998) è un calciatore belga, attaccante del Virton.

## Caratteristiche tecniche
È un attaccante molto fisico, veloce, dotato di un grande senso del gol e abile a calciare con entrambi i piedi. Ha iniziato a giocare come centrocampista per essere poi avanzato di ruolo ai tempi delle giovanili dell'Anderlecht.

## Carriera

### Club
Dopo essere cresciuto nei settori giovanili di Mechelen ed Anderlecht, esordisce con la prima squadra dei Biancomalva il 25 settembre 2016, nella partita persa per 1-2 contro il Westerlo. Il 19 luglio 2017 viene ceduto in prestito stagionale al Roda JC.

### Nazionale
Ha giocato nelle nazionali giovanili belghe Under-15, Under-16, Under-17, Under-18 ed Under-19.

## Statistiche

### Presenze e reti nei club
Statistiche aggiornate all'11 dicembre 2017.
| Stagione        | Squadra         | Campionato      | Campionato | Campionato | Coppe nazionali | Coppe nazionali | Coppe nazionali | Coppe continentali | Coppe continentali | Coppe continentali | Altre coppe | Altre coppe | Altre coppe | Totale | Totale | Totale |
| Stagione        | Squadra         | Comp            | Pres       | Reti       | Comp            | Pres            | Reti            | Comp               | Pres               | Reti               | Comp        | Pres        | Reti        | Pres   | Reti   |        |
| --------------- | --------------- | --------------- | ---------- | ---------- | --------------- | --------------- | --------------- | ------------------ | ------------------ | ------------------ | ----------- | ----------- | ----------- | ------ | ------ | ------ |
| 2016-2017       | Anderlecht      | D1              | 1          | 0          | CB              | 0               | 0               | UCL+UEL            | 0+1                | 0                  | -           | -           | -           | 2      | 0      |        |
| 2017-2018       | Roda JC         | E               | 9          | 0          | KB              | 0               | 0               | -                  | -                  | -                  | -           | -           | -           | 9      | 0      |        |
| Totale carriera | Totale carriera | Totale carriera | 10         | 0          |                 | 0               | 0               |                    | 1                  | 0                  |             | -           | -           | 11     | 0      |        |

## Palmarès

### Club

#### Competizioni nazionali
- Campionato belga: 1

Anderlecht: 2016-2017